# Trumanova doktrina
Trumanova doktrina je doktrina, ki jo je ameriški predsednik Harry S. Truman razglasil kongresu 12. marca 1947 med grško državljansko vojno in s katero so ZDA začele podpirati protikomunistična gibanja po svetu.
V prvih mesecih leta 1947 sta Grčija in Turčija prosili Trumana, naj jima denarno pomaga, da se bosta lahko uspešno uprli komunistični revoluciji. Truman jima je marca istega leta javno odobril denarno pomoč 400 milijonov dolarjev in obenem razglasil, da bodo tako pomoč dobile vse države, ki se bodo čutile ogrožene komunizma. S tem je bila prvič jasno izražena ameriška protikomunistična usmeritev. Trumanovi doktrini je sledil program za gospodarsko obnovo Evrope, za katerega je dal pobudo ameriški zunanji minister George Marshall in se po njem imenuje Marshallov načrt (V tem okviru so v Evropi dodelili 13 milijard dolarjev pomoči, ki je bila namenjena vsem evropskim državam, tudi SZ in njenim satelitom. Toda SZ in države njenega bloka so jo zavrnile, češ da ne bodo sprejele imperialističnega denarja ).
Kot odgovor na Trumanovo doktrino je Stalin septembra 1947 ustanovil Informacijski biro komunističnih in delavskih strank (Informbiro).